# Zou Shiming
Zou Shiming (n. 18 martie 1981, Zunyi⁠(d), Republica Populară Chineză) este un boxer chinez, medaliat olimpic. A participat la 3 ediții ale Jocurilor Olimpice (2004, 2008, 2012) în care a câștigat două medalii de aur și o medalie de bronz.